# 浙江音乐调频
浙江人民广播电台音乐调频 ( 96.8 FM )，又被称为动听968或968音乐调频，是浙江广播电视集团旗下的一套以播放流行音乐为主的调频广播频率。目前该电台每天24小时播音，主要播出华语流行音乐、西班牙语音乐和雷鬼音乐，主要面向30岁以下，喜爱流行音乐和流行文化的年轻人。该频率覆蓋浙江全省主要城市，其他地区亦可通过互联网、衛星广播听到该频率的节目。

## 收聽頻率
杭州：FM96.8/AM1071
湖州、嘉興、麗水、淳安：FM96.8
紹興：FM102.5
寧波、舟山：FM103.2
台州：FM94.5
溫州：FM106.4
金華、義烏：FM89.8
衢州、開化：FM107.8

## 中国新歌榜
中国新歌榜是浙江音乐调频（动听968）主办的音乐榜单，偏重专业性及成长性。

## 电台节目

### 周一至周五
- 乐听乐动听
- 车 IN 乐
- Joy in city（欢乐城市派）
- 午后音乐沙发
- 最佳享受
- 奇特XXXX
- 情歌纪念册
- 心醉爵士
- 音乐会旅行
- 动听金曲榜

### 周六
- 周末年代秀
- 音乐会旅行

### 周日
- 周末年代秀
- 音乐会旅行
- @音乐人